# Liget Budapest

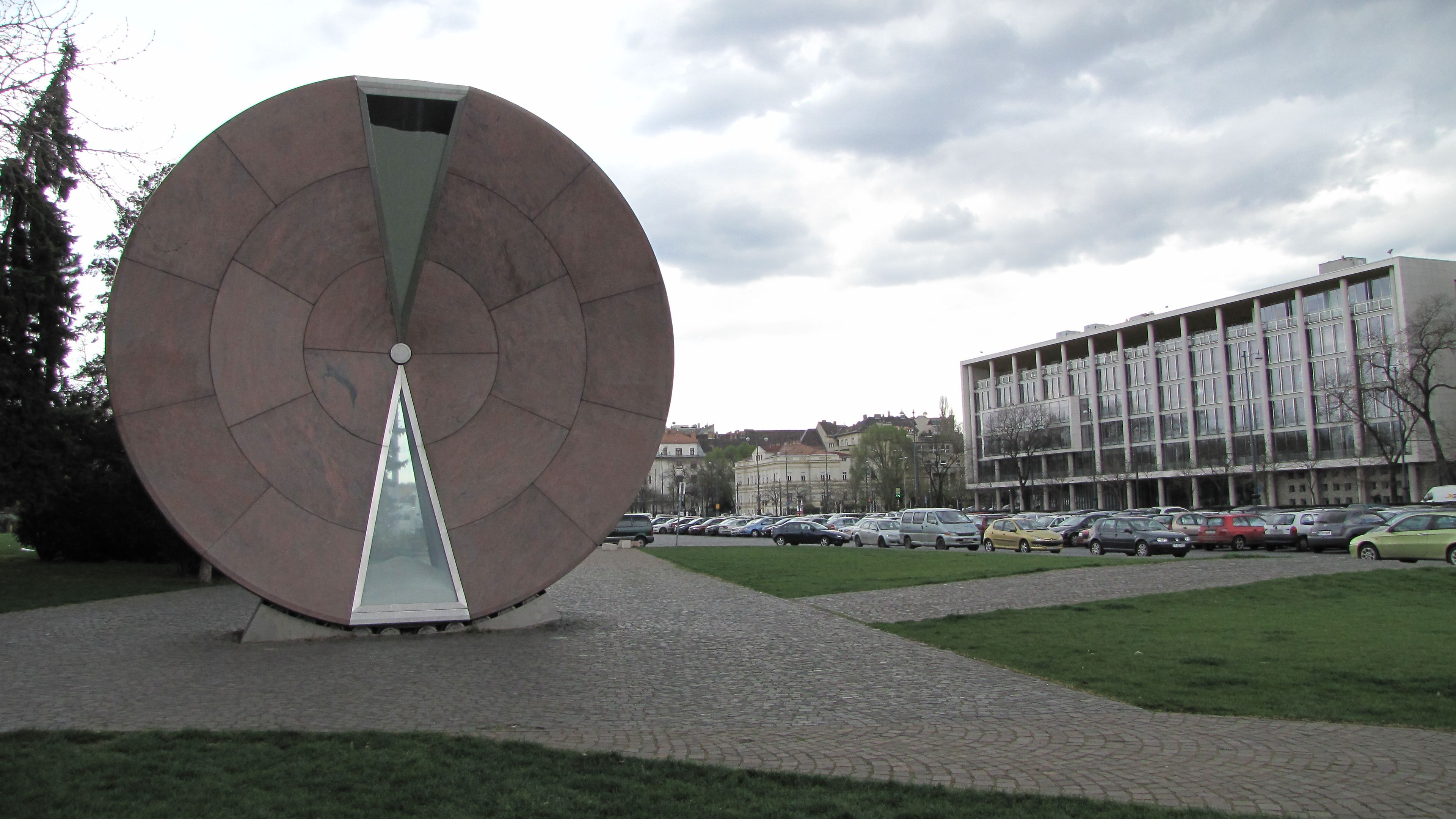
Az Ötvenhatosok tere Budapesten, a Liget Budapest helyszíne

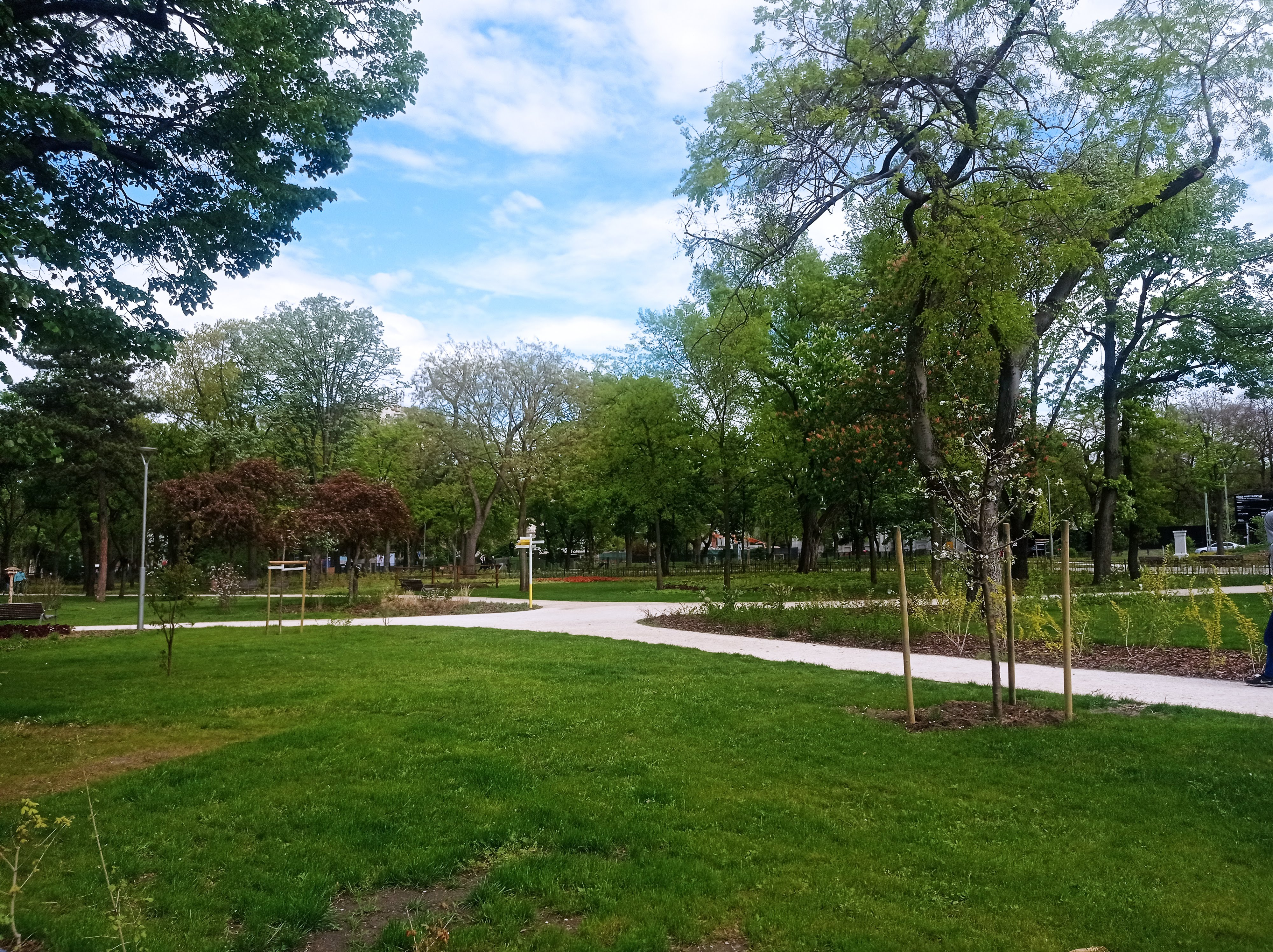
Parkrész a megújuló Városligetben

A Liget Budapest (korábban: Múzeumi Negyed), egy, a budapesti Városligetbe és az Ötvenhatosok terére tervezett beruházás. A tervek szerint 2018-2020-ra elkészülő épületekbe költözne a Szépművészeti Múzeum és a Magyar Nemzeti Galéria modern és kortárs gyűjteményének egyesítésével létrejövő Új Nemzeti Galéria, a Néprajzi Múzeum és az újonnan létrehozott Magyar Zene Háza. Emellett újjáépítenék a lebontott Városligeti Színházat, megújítanák a Hősök tere és a Városliget teljes felületét. Felújítanák többek között az Olof Palme-házat és a Magyar Mezőgazdasági Múzeumnak helyet adó Vajdahunyad várát, az egykori Vidámpark helyén bővítenék a Fővárosi Állat- és Növénykertet.
A létrehozását 2011 óta Baán László, a Szépművészeti Múzeum főigazgatója irányítja előbb kormány-, majd miniszteri biztosként. 2016 augusztusától Persányi Miklós a Liget-projekt zöldügyi miniszteri biztosa.

## Történelem

### Előzmények
Miután 2004-ben kinevezték főigazgatójává Baán Lászlót, több fórumon is javasolta, hogy a Szépművészeti Múzeum és a Magyar Nemzeti Galéria gyűjteményét egyesítsék, majd új koncepció alapján osszák fel. Utasítására elkezdték tervezni a Szépművészeti Múzeum földalatti bővítését, de ezt a kormány 2011 februárjában leállította.
Az önálló budapesti múzeumi negyed koncepciója először Tarlós István 2009 őszén nyilvánosságra hozott, a 2010-es önkormányzati választásra összeállított főpolgármesteri programjában szerepelt.
2011. február 15-én Szőcs Géza kulturális államtitkár és Baán László a Szépművészeti Múzeumban jelentette be, hogy 10-15 fejlesztéssel a budai várnegyedtől a Hősök teréig húzódó „kulturális tengelyt” hoznak létre; ez lesz az Andrássy Negyed. Ennek részeként az Ötvenhatosok terén Múzeumliget néven új múzeumi negyedet építenének. Az Andrássy Negyedben erősen korlátozták volna a forgalmat, kulturális célokra hasznosították volna az ott álló, állami tulajdonú épületeket, és a Múzeumligetben építették volna meg az Új Nemzeti Galériát és a Magyar Fotográfiai Múzeumot. Fontolgatták az 1952-ben lebontott Regnum Marianum-templom újjáépítését is. Szőcs Géza kezdeményezte, hogy az ekkor húszmilliárd forintosra becsült beruházás előkészítésére hozzanak létre kormánybiztosságot.
2011. október elsején Baán Lászlót az új nemzeti közgyűjteményi épületegyüttes koncepciójáért felelős kormánybiztossá nevezték ki. Az 1326/2011. számú kormányhatározat értelmében feladata „a budapesti Ötvenhatosok terén kialakítandó új, nemzeti közgyűjteményi épületegyüttes koncepciójának kidolgozása, megvalósításának és építészeti tervpályázatának előkészítése, kiemelt figyelemmel a Szépművészeti Múzeum és a Magyar Nemzeti Galéria gyűjteményeinek újraegyesítésére”. Miután 2012. június 13-án Szőcs Géza lemondott posztjáról, az Andrássy Negyed koncepciója eltűnt a kormányzati kommunikációból, de a Liget Budapest előkészítését folytatták. 2012. augusztus 31-én Baánt felmentették kormánybiztos posztjáról, és a munkát miniszteri biztosként vitte tovább.

### A végleges koncepció kialakulása
Baán László kormánybiztosi kinevezésével egy időben, 2011 őszén született kormányzati döntés a Magyar Nemzeti Galéria és a Szépművészeti Múzeum gyűjteményeinek egyesítéséről és új szempontok alapján történő felosztásáról. Baán ennek kapcsán úgy nyilatkozott: a Nemzeti Galéria mindaddig marad jelenlegi helyén, amíg el nem készül új épülete az Ötvenhatosok terén. A Magyar Nemzeti Galéria megszüntetését előíró kormányrendelet nyilvánosságra kerülését követően, 2011. november 8-án év végi hatállyal az intézmény főigazgatója, Csák Ferenc lemondott posztjáról.
2012. július 6-án Baán László és L. Simon László kulturális államtitkár bejelentette, hogy a kormány döntött a Múzeumi Negyed koncepciójának támogatásáról. Az ekkor 50-60 milliárdosra becsült beruházás keretében az Ötvenhatosok terén öt épületben hat intézményt terveztek elhelyezni: a Néprajzi Múzeumot, a Magyar Építészeti Múzeumot, a Magyar Zene Házát, a Magyar Fotográfiai Múzeumot, valamint közös épületben az Új Nemzeti Galériát és a mellé költöző Ludwig Múzeumot.
2013. február 10-én Balog Zoltán miniszter és Baán László a Szépművészeti Múzeumban hozták nyilvánosságra: amellett, hogy a korábban meghatározott intézmények az Ötvenhatosok terére költöznek, a beruházás részeként készül egy új raktározási és restaurálási központ is az egykori Szabolcs utcai kórház területén, valamint helyreállítják a Szépművészeti Múzeum Román Csarnokát. A beruházás költségeit ekkor 70 milliárd forintra becsülték, ehhez a Városliget felújításának további 50 milliárd forintos költsége járul hozzá.
A Múzeumi Negyed nem csupán a kulturális intézmények szempontjából komoly beruházás, de idegenforgalmi szempontból is jelentős; Baán László szerint a felújított és a Múzeumi Negyeddel kibővült Városliget „Európa első számú városi-családi célpontja lehet”, amely évi 1-1,5 millió turistát hozhat Budapestre.

### Az elképzelés fogadtatása
Az Andrássy Negyed, illetve a Múzeumi Negyed kialakításával kapcsolatos bejelentések a magyar sajtóban komoly visszhangot kaptak; a szakmai lapokban viták indultak a beruházás szükségességéről, az intézmények és a helyszín kiválasztásáról.
A program egyik legvitatottabb eleme a Magyar Nemzeti Galéria beolvasztása a Szépművészeti Múzeumba. 2011 októberében a Műkritikusok Nemzetközi Szövetsége (AICA) magyar tagozatának elnöksége állásfoglalásában hiányolta a döntés előtti szakmai hatásvizsgálatokat, háttértanulmányokat. A két gyűjtemény eltérő jellegére és kialakulására hivatkozva kritizálta az „újraegyesítést” Marosi Ernő akadémikus, művészettörténész, a Magyar Tudományos Akadémia volt alelnöke és Endrődi Gábor, az ELTE Művészettörténeti Intézetének oktatója is. A beruházást első lépéseitől kritizálta a Magyar Urbanisztikai Társaság, amely több szakmai programot és konferenciát szervezett a szakmai ellenérvek és az alternatívák bemutatására.
A kritika felerősödött 2015-ben, a Nemzeti Galéria két meghívásos tervpályázata után. A pályázatra alternatív tervet beadó Zoboki Gábor a nyilvánosság előtt is a Budai Várat ajánlotta helyszínként. Erick van Egeraat holland építész nemcsak a beruházás egész koncepcióját kifogásolta, de azon belül külön a városligeti helyszínt is.
Zugló 2014-ben megválasztott polgármestere, Karácsony Gergely népszavazást kezdeményezett a Városliget beépítéséről. Zuglóban 2015. augusztusáig 15 ezer, a beruházást ellenző aláírást gyűjtöttek össze. A Kúria azonban megváltoztatta a Fővárosi Választási Bizottság (FVB) határozatát, és ezzel megakadályozta a Városliget védelmére tervezett népszavazást.

### Előkészítés, tervezés
A Városliget rekonstrukciójának koncepcióját 2013. április 30-ig készítették elő. A kétfordulós nemzetközi ötletpályázatot a Liget Budapest épületeire az Union Internationale des Architectes közreműködésével, 2014 elején írták ki; eredményt 2014 decemberében hirdettek. A pályázatra 470 munka érkezett. A Magyar Zene Háza tervpályázatát Fudzsimoto Szu japán építész irodája, a Néprajzi Múzeumét a francia Vallet de Martinis DIID Architectes nyerte. A FotóMúzeum Budapest és a Magyar Építészeti Múzeum pályázatának első helyezettje a magyar Középülettervező Zrt. A Magyar Nemzeti Galéria és a Ludwig Múzeum új épületének pályázatán a zsűri nem hirdetett eredményt, bár öt munkát megvétellel ismertek el. Erre a feladatra 2014 novemberében új, meghívásos-előminősítéses pályázatot hirdettek, amelynek második fordulójába 11 magyar és külföldi építésziroda, illetve konzorcium jutott be. 2015 áprilisában kiderült, hogy a pályázaton a japán Sejima and Nishizawa and Associates (SANAA) és a norvég Snohetta megosztott első helyezést ért el. A két cég közül végül a SANAA kapta a megbízást.
2015 januárjában a kormány bejelentette, hogy a projekt részeként épül meg a Fővárosi Állat- és Növénykert bővítése, illetve felújítják a Vajdahunyad várát és a Magyar Közlekedési és Műszaki Múzeum épületét is. A korábban tervezett projektstruktúrát felülírta a 2015. október 20-i kormánydöntés. A beruházásból ezzel kikerült a fotográfiai és az építészeti múzeum, és nem költözik a Városligetbe a Ludwig Múzeum - viszont eredeti helyén újjáépítik az 1950-es években lebontott Városligeti Színházat, amely a Kolibri Színpaddal együttműködésben, gyermekszínházként működik majd. A kormánydöntés magában foglalja a Vajdahunyad várának rekonstrukcióját, illetve a Hősök tere 1938 előtti állapotának visszaállítását is.
2015 novemberében Baán László bejelentette, hogy az eredetileg tervezett határidőre, 2018 tavaszára a Magyar Zene Háza, illetve Országos Múzeumi Raktározási és Restaurálási Központ új épületei, továbbá a Szépművészeti Múzeum és a Közlekedési Múzeum felújítása készülhet el. Az Új Nemzeti Galéria és a Néprajzi Múzeum új épületei, a Vajdahunyad vár és az Olof Palme Ház felújítása, a Városligeti Színház, valamint a Fővárosi Állat- és Növénykert bővítése legkorábban 2019-re lehet kész.
2015 decemberében kiírták az újabb, meghívásos nemzetközi pályázatot a Néprajzi Múzeum tervezésére a kijelölt új helyszínen, illetve ezzel párhuzamosan a nyitott tájépítészeti tervpályázatot a Városliget megújítására.

### Építkezés
A munkálatok a Közlekedési Múzeum épülete, illetve a Városligetben álló pavilonok bontásával 2015 végén indultak el. 2017 elejére a Közlekedési Múzeum lebontása befejeződött. A Magyar Zene Háza átadását 2018-ra, a Nemzeti Galéria átadását 2019 nyarára tervezték. 2021-ben a Magyar Zene Háza építkezése a finisébe ér, illetve a Dózsa György út mellett már szintén előrehaladott állapotban van a Néprajzi Múzeum új otthonának építése is.
A tervek között szerepelt a Dózsa György út alá építendő, 800 jármű befogadására alkalmas, egyesek szerint az Országház épületével majdnem egyező méretű mélygarázs. Mivel az egész építkezés kiemelt beruházásnak minősül, a Pest Megyei Kormányhivatal Érdi Járási hivatalának határozata szerint semmiféle környezeti hatással nem járhat az építkezés, ezért környezeti hatástanulmány elvégzésére nincs szükség. 2020-ra megépült a földalatti parkolóház, melynek alapterülete 9000 négyzetméter (az Országház területének kb fele), és a magyar modernizmus kiemelkedő alakjainak festményeit idézik meg a falain, a felette lévő parkrészt pedig visszakapták a növények és a gyalogosok.

## Projektek

### Közlekedési Múzeum - Magyar Innováció Háza
2015 januárjában jelentették be, hogy hétmilliárd forintért a Liget Budapest részeként felújítják és helyreállítják a Közlekedési Múzeumot. A múzeum háború előtti állapotának újjáépítését a Mérték Építészeti Stúdió tervezi. A beruházás részeként 2015 végén megkezdődött a múzeum szabadtéren kiállított műtárgyainak elszállítása, amelyet a háború után emelt épületrész bontása követ. 2017-ben a kormány úgy döntött, ne a Városligetben, hanem az Északi Járműjavító területén találjon új otthonra a Közlekedési Múzeum, a Városligetben pedig - az épület eredeti formáját visszaépítve, de többszintes, földalatti bővítések nélkül - a Magyar Innováció Házát tervezik megvalósítani.

### Magyar Zene Háza

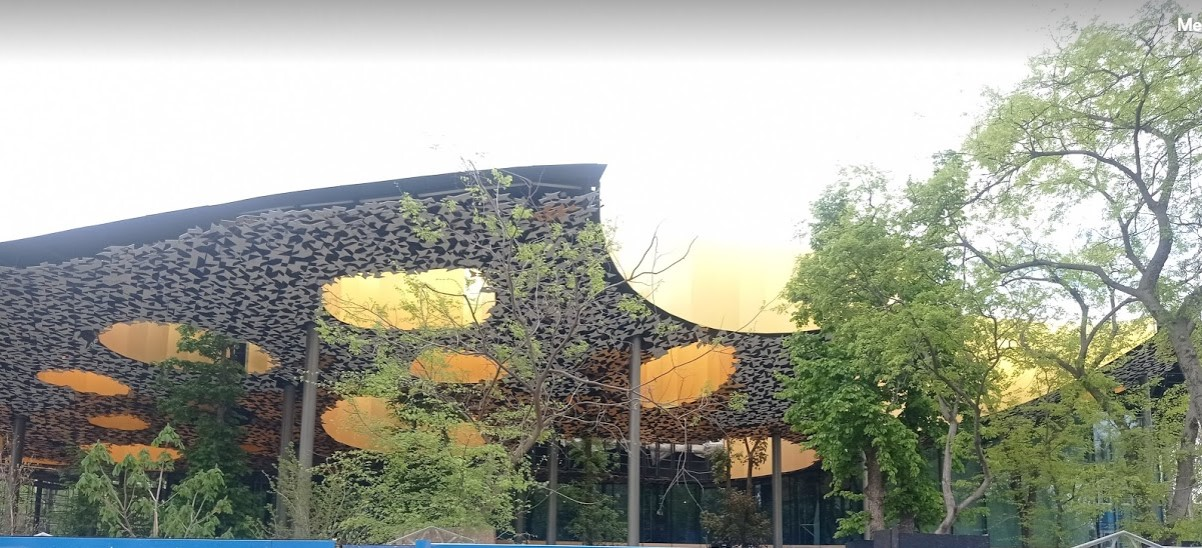
Az épülő Magyar Zene Háza

A Magyar Zene Háza újonnan létrehozott, zenetörténettel és –kultúrával foglalkozó, országos hatáskörű intézmény. A 2014-es pályázatot a japán Fudzsimoto Szószuke nyerte meg, aki 2015 májusában Budapesten aláírta a tervezési szerződést. "A természeti környezet volt az egyik legfontosabb szempont, ami alapján épp a Magyar Zene Házát választottuk a több pályázati kiírás közül. Magával ragadott, hogy a park kellős közepére kell megálmodni valamit, ami az elzárkózás helyett inkább a természettel való összhangot hangsúlyozza" - nyilatkozta ekkor. Az intézmény koncepcióját Batta András vezetésével ugyancsak 2015 májusában mutatták be. Az épület építése 2021 év elejére befejező szakaszába érkezett, időkapszulát is elhelyeztek benne az utókornak, az erre az évre tervezett átadásra 2022 januárjában került sor.

### Néprajzi Múzeum

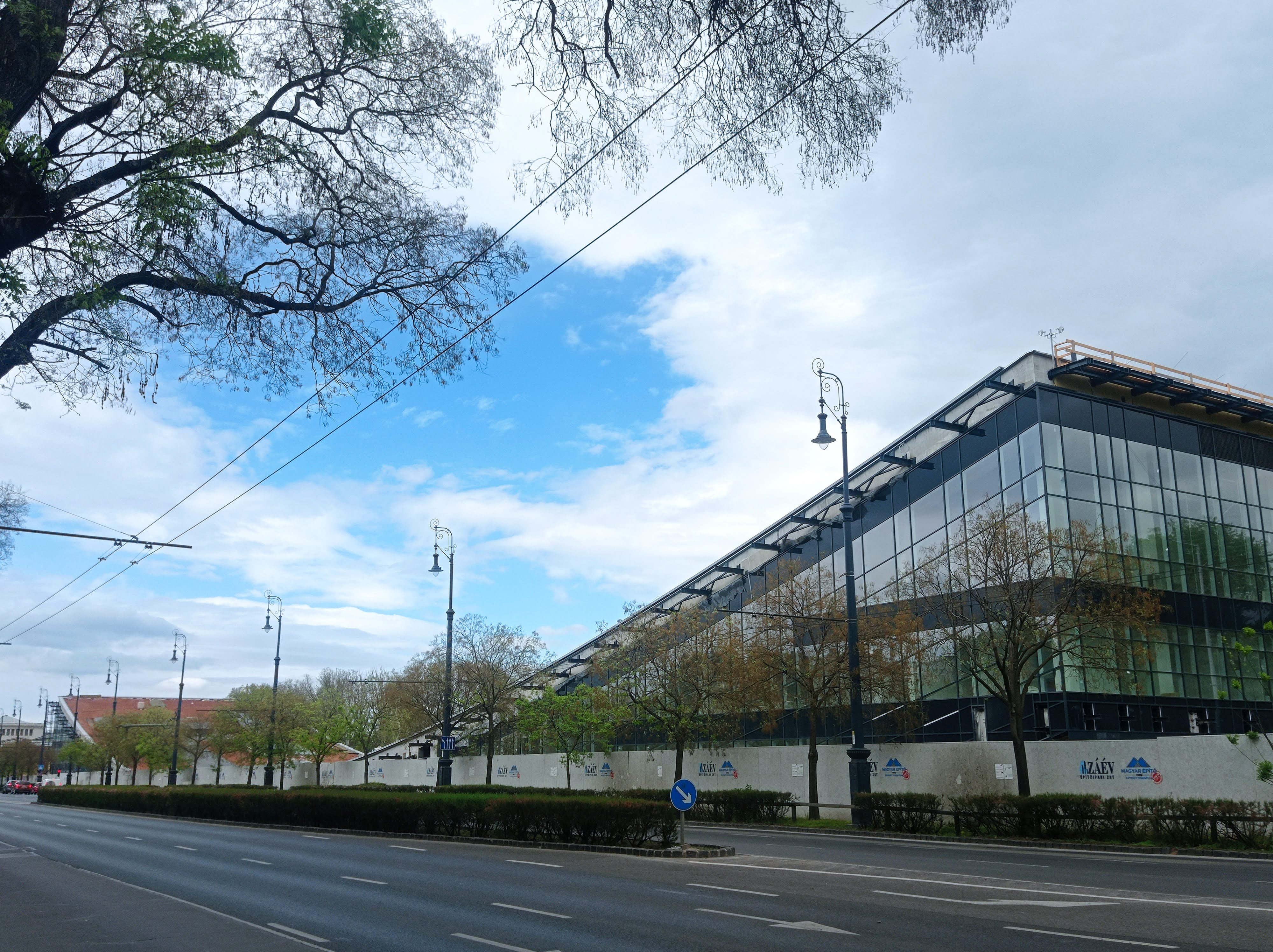
Az Ötvenhatosok terén épülő Néprajzi Múzeum

A Néprajzi Múzeum önálló intézményként, saját épületben működne a Múzeumi Negyedben, az Andrásfalvy Bertalan vezetésével készített szakvélemény alapján. Jelenlegi Kossuth téri épületét a tervek szerint eredeti tulajdonosa, a Kúria kapja vissza. A 2014-ben lezajlott építészeti tervpályázaton a legjobbnak a francia Vallet de Martinis és a DIID építésziroda közös terve bizonyult. 2015-ben azonban a kormány arról döntött, hogy a Néprajzi Múzeum számára korábban kijelölt területen inkább a lebontott Városligeti Színház épületét építik újjá. 2015 decemberében ezért újabb, meghívásos nemzetközi tervpályázatot hirdettek a Néprajzi Múzeum tervezésére, ezúttal az 1956-os emlékművet övező területen. A pályázat meghívott résztvevői: Herzog & de Meuron, MVRDV, BIG - Bjarke Ingels Group, Bernard Tschumi Architects, Dominique Perrault Architecture, Sauerbruch Hutton, Coop Himmelb(l)au Architects, Emre Arolat Architects, OMA, Közti Zrt., Balázs Mihály és a BME Építészmérnöki kara, Napur Architect valamint a Bánáti + Hartvig Építésziroda Kft.. Mellettük az előminősítéses szakaszban további két iroda nyerhet minősítést a részvételre. A Nemzetközi tervpályázaton végül a magyar csapat, a Napur Architect nyerte el a megbízást, és Ferencz Marcel vezetésével 250 mérnök dolgozott az új épület tervein, melyben több mint 7000 négyzetméternyi kiállítóteret terveztek létrehozni. 2018-ban a múzeum, melynek 60 %-a a térszint alatt helyezkedik majd el - az Ötvenhatosok terén, az ötvenhatos emlékmű két oldalán -,  a rangos, ingatlanszakmai mustrán, az International Poperty Awardson (IPA) a világ egyik legjobb közintézménye díjat nyerte el. 2021-ben a kivitelezés finisében tartottak a munkálatok, a Néprajzi Múzeum új épületét 2022 május 22-én adták át. 

### Országos Múzeumi Restaurálási és Raktározási Központ

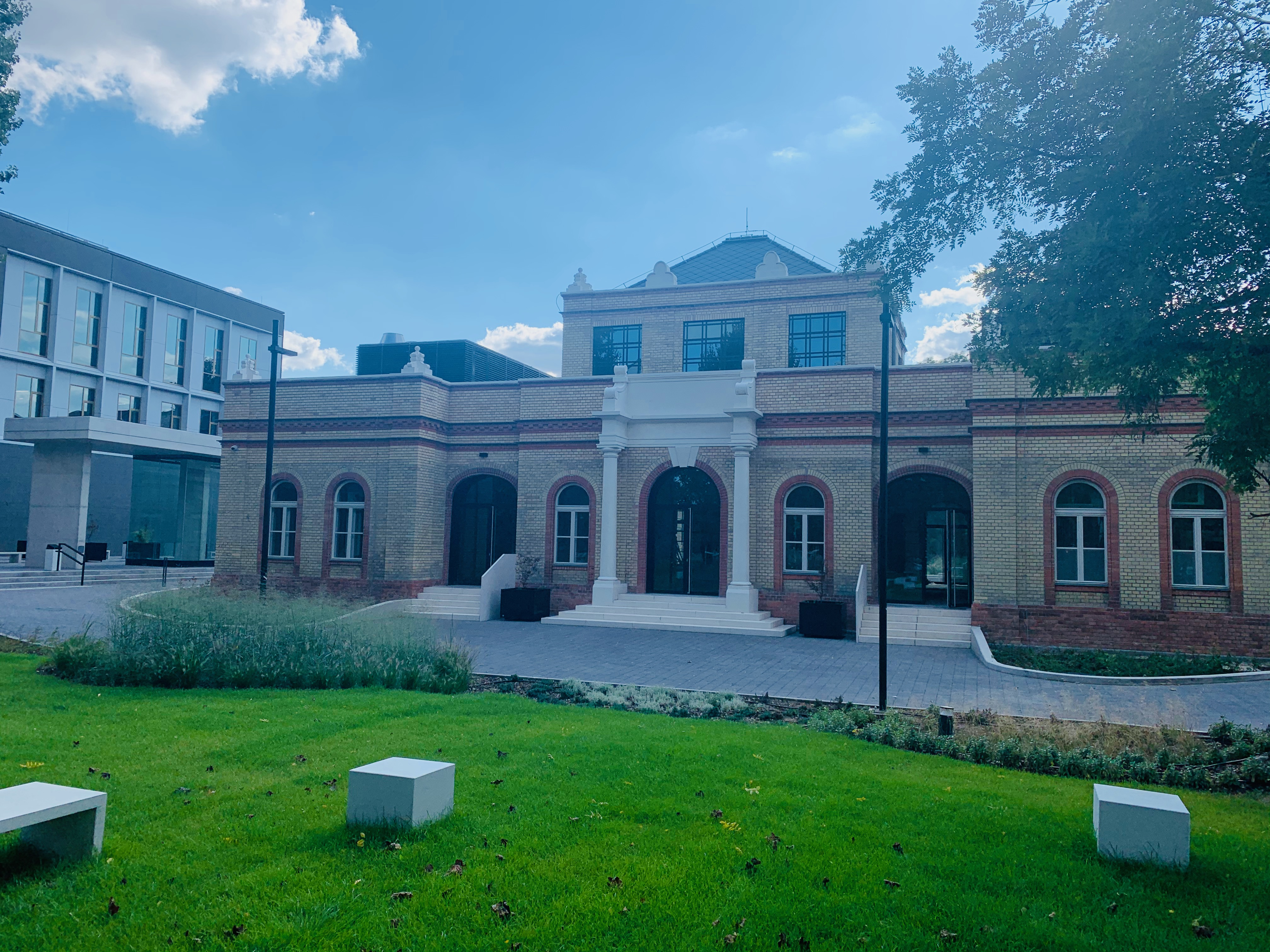
Átadták a Szabolcs utcában az Országos Múzeumi Restaurálási és Raktározási Központ (OMRRK) a Liget Budapest projekt keretében elkészült épületét.

A 2013. február 10-i bejelentések alapján a Szabolcs utcai kórház állami tulajdonban levő területén új, országos hatáskörű restaurálási és raktározási központot építenek, amelynek kiemelt célja a ligetbe költöző Néprajzi Múzeum, Magyar Nemzeti Galéria illetve a Szépművészeti Múzeum kiszolgálása. Az épület terveit a magyar Narmer Stúdió készíti. 2019 májusában átadták az épületet, melyben a Közép-európai Művészettörténeti Kutatóintézet is helyet kapott. Az Országos Múzeumi Restaurálási és Raktározási Központ 2021-ben elnyerte az "Európa legjobb középület fejlesztése" díjat az International Property Awardson IPA).

### Szépművészeti Múzeum
A Szépművészeti Múzeum intézményi önállóságát megőrzi, de gyűjteménye jelentősen átalakul: kiegészül a Magyar Nemzeti Galéria 19. század előtti anyagával, és átadja saját modern gyűjteményét az Új Nemzeti Galériának. A beruházás részeként 2014 végén megkezdődött a 2. világháború óta nem látogatható, jelenleg raktárként használt Román Csarnok felújítása; ennek költségei 2,5-3 milliárd forintra becsülhetőek. A munkálatok idejére, 2015 februárjától várhatóan két évig a Szépművészeti Múzeum zárva tartott. 2018 februárban bemutatták a 70 évig elzárt Román Csarnokot, melynek helyreállításán egy éven keresztül 70 restaurátor dolgozott, akik közel 2500 négyzetméternyi falfelületet újítottak meg. A több mint három évig tartó felújítást követően, mely az épület közel 40 százalékát korszerűsítették, 2018. október 30-án megnyitották a felújított Szépművészeti Múzeumot.

### Új Nemzeti Galéria
A Liget Budapest első tervpályázatának meghirdetésekor érvényes elképzelés szerint az önállóságát elvesztő Magyar Nemzeti Galéria, illetve a Szépművészeti Múzeum 19. század utáni gyűjteményeinek egyesítésével létrejövő új intézmény önálló, a Ludwig Múzeummal közös épületet kap a Múzeumi Negyed területén. A Magyar Nemzeti Galéria által eddig használt terek a budai királyi palotában a jövőben elsősorban kormányzati funkcióknak, részben a 2. világháború előtti állapot helyreállításával palotamúzeumnak adnának helyet.
A 2014-ben meghirdetett tervpályázat a Nemzeti Galériát illetően eredménytelennek bizonyult, ezért 2014 októberében újabb, meghívásos pályázatot írtak ki. Ezen döntetlen első helyezést a japán SANAA, illetve a norvég Snohetta építészirodák tervei kaptak. 2015 októberében bejelentették, hogy a Ludwig Múzeum nem költözik az épületbe, így az az eredetileg tervezettnél 20%-kal kisebb lesz. A közbeszerzési tárgyalásokat követően 2015 novemberében eldőlt, hogy a megbízást a SANAA kapja. 2015. december 10-én a SANAA két alapítója, Szedzsima Kazujo és Nisizava Rjúe építészek aláírták a tervezési szerződést, amelyet magyar oldalról Baán László, a Liget Budapest Projekt miniszteri biztosa, Mozsár István, a Városliget Zrt. vezérigazgatója, valamint a konzorcium magyar tagja, a Bánáti és Hartvig Kft. ügyvezetői, Bánáti Béla és Hartvig Lajos látott el kézjegyével. A tervek szerint az épület 2019 nyarán nyitotta volna meg kapuit, 2021-ben tervezés alatt áll.

### Városligeti Színház
A ma már nem létező egykori színház épület a Dózsa György út és az Ajtósi Dürer sor sarkán helyezkedett el a budapesti Városligetben. Történetét tekintve egy kisebb favázas épületből alakult szecessziós ékszerdobozzá a park sarkán, mely nagy sikerű előadásokat és művészeket vonultatott fel Honthy Hannától Jávor Pálig. A Liget projekt tervei szerint modern külsővel rehabilitálnák az építményt, mely tartalmát tekintve gyermekszínházként éledne fel, de egyelőre (2021) tervezés alatt áll.

### Olof Palme-ház -Millennium Háza

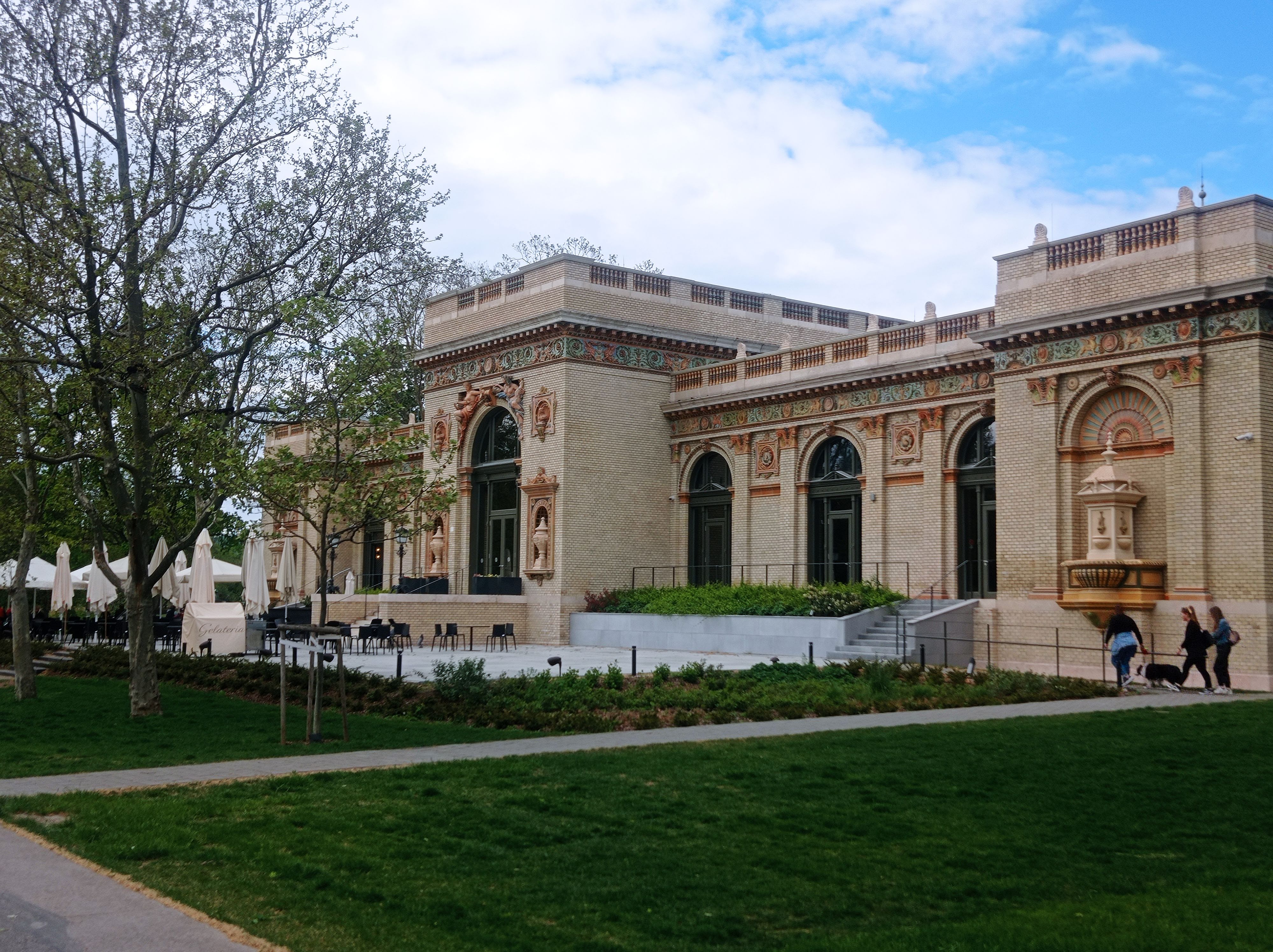
A felújított egykori Olof Palme ház, ma Millennium Háza

A Városliget egyik legkorosabb épülete, mely eredetileg Műcsarnoknak épült a millenniumra, szintén nem kerülhette el a felújítást, és Millennium Háza néven él tovább. A munkát 2017 decemberében kezdték, célja a homlokzat helyreállítása mellett az eredeti belső terek visszaállítása volt. A homlokzat megmaradt, több ezer, eredeti Zsolnay-kerámia elemét is restaurálták, illetve korhű gyártási móddal gyártották le újra. A főbejáratát visszahelyezték az eredeti, park felőli oldalra, előtte pedig rózsakertet alakítottak ki. A felújítás 2019 őszére készült el, az épület belsejében egy kávéházat, konferenciatermet alakítottak ki, és helyet kapott itt egy a Városliget történetét bemutató kiállítás is.

### Pavilonkert

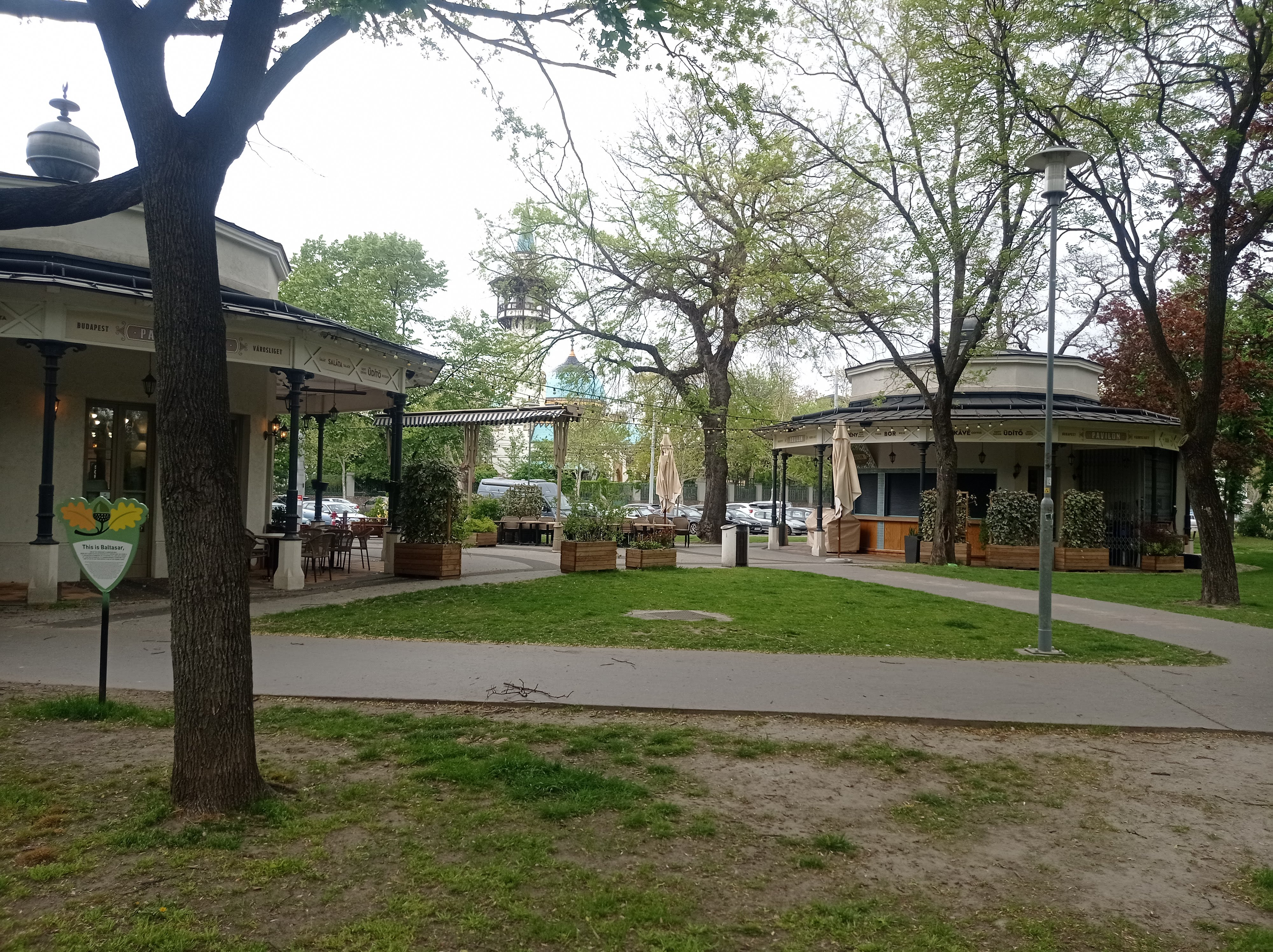
Pavilonkert a Városligetben

Az Állatkerti körút évtizedekig adott otthont a különböző ajándéktárgyakat, játékokat és gyorsételeket árusító bódéknak, melyek az idő előrehaladtával egyre megviseltebbek, korszerűtlenebbek lettek. 2016-ban elbontották az elavult bódésort, helyére pedig új, a Liget hagyományaihoz illeszkedő pavilonok épültek. Az új pavilonokat Feszl Frigyes eredeti, 1860-ban készült, orientális stílusú tervei alapján építették meg. 2017 májusában nyílt meg.

### Fővárosi Állat- és Növénykert
A Fővárosi Állat- és Növénykert számára a Budapesti Vidám Parktól visszakapott területen épül a Pannon Park, a Holnemvolt Vár, a Hermina Garázs, illetve az új kiszolgáló zóna.
2017-ben került átadásra az új kiszolgáló zóna, amely új üzemellátási épület műhelyekkel, öltözőkkel, illetve takarmányozási központtal, új állatorvosi állomással, valamint az intézmény irodáit befogadó épület is.
2018 májusában nyílt meg az Állatkert régi gazdasági udvarában, illetve részben a Vidámparktól visszakapott új területen a Holnemvolt Vár. Ez a létesítmény elsősorban a kisgyermekes családokra koncentrál. Itt kerülnek bemutatásra a ház körül tartott állatok és egyéb szelídebb vadállatok. Tematikája a magyar mesevilág, felidézve a Vurstli világát is.
A Pannon Parkot a budapesti Mérték Építészeti Stúdió tervei alapján valósítják meg 2020-ra.

### Fővárosi Nagycirkusz
A beruházás részeként új épületet kap a Fővárosi Nagycirkusz, illetve az ehhez kapcsolódóan létesülő új cirkuszművészeti központ, a Városliget vonzáskörzetében. A beruházás 25 milliárd forintba kerül. 2021-ben körvonalazódik az új cirkuszművészeti központ és artistaképző felépítése, a Nyugati pályaudvar melletti üzemi területen, rozsdaövezetben. Kormányrendelettel kiemelt beruházássá minősítették a fejlesztést, mely egészen pontosan az Eiffel tér–vasúti pálya–Ferdinánd híd–Podmaniczky utca által behatárolt területen kap majd helyet.

### Kutyás élménypark
2018 májusában nyílt meg a Kutyás élménypark a Hermina út és a Városligeti körút határán.
Az élménypark megnyitásával több mint ötezer négyzetméterrel bővült a park zöld területe. A Városliget rehabilitáció első ütemében elbontották a volt állatorvosi rendelő romos, használaton kívüli épületeit. A park Hermina út felőli részén összesen tízezer négyzetmétert érintett a felújítás, amelynek részeként létrejött a kutyapark is.
A pályázaton győztes Garten Stúdió már a tervezési fázisban több egyeztetést és fórumot folytatott le a kutyásokat képviselő szervezetekkel, ahol számos javaslat érkezett, valamint több civil szervezet is kifejthette a fejlesztéssel kapcsolatos álláspontját, amelyet szintén figyelembe vettek a végleges tervek kialakításakor.
A mintegy 5200 négyzetméter alapterületű, négy kapuval ellátott kutyapark. Dombos terepplasztikákkal megformált felszínű ügyességi pálya lett, ahol ugratók, hidak és rejtett alagutak várják a négylábúakat. Az ügyességi pálya központi részén egy 60 négyzetméteres homokos felületet is létrehoztak, ahol az ásásban lelhetik örömüket a házi kedvencek. A nyugati oldalon 70 négyzetméteres, több medencéből álló kutyapancsoló várja a közönséget.

### Vakok Kertje

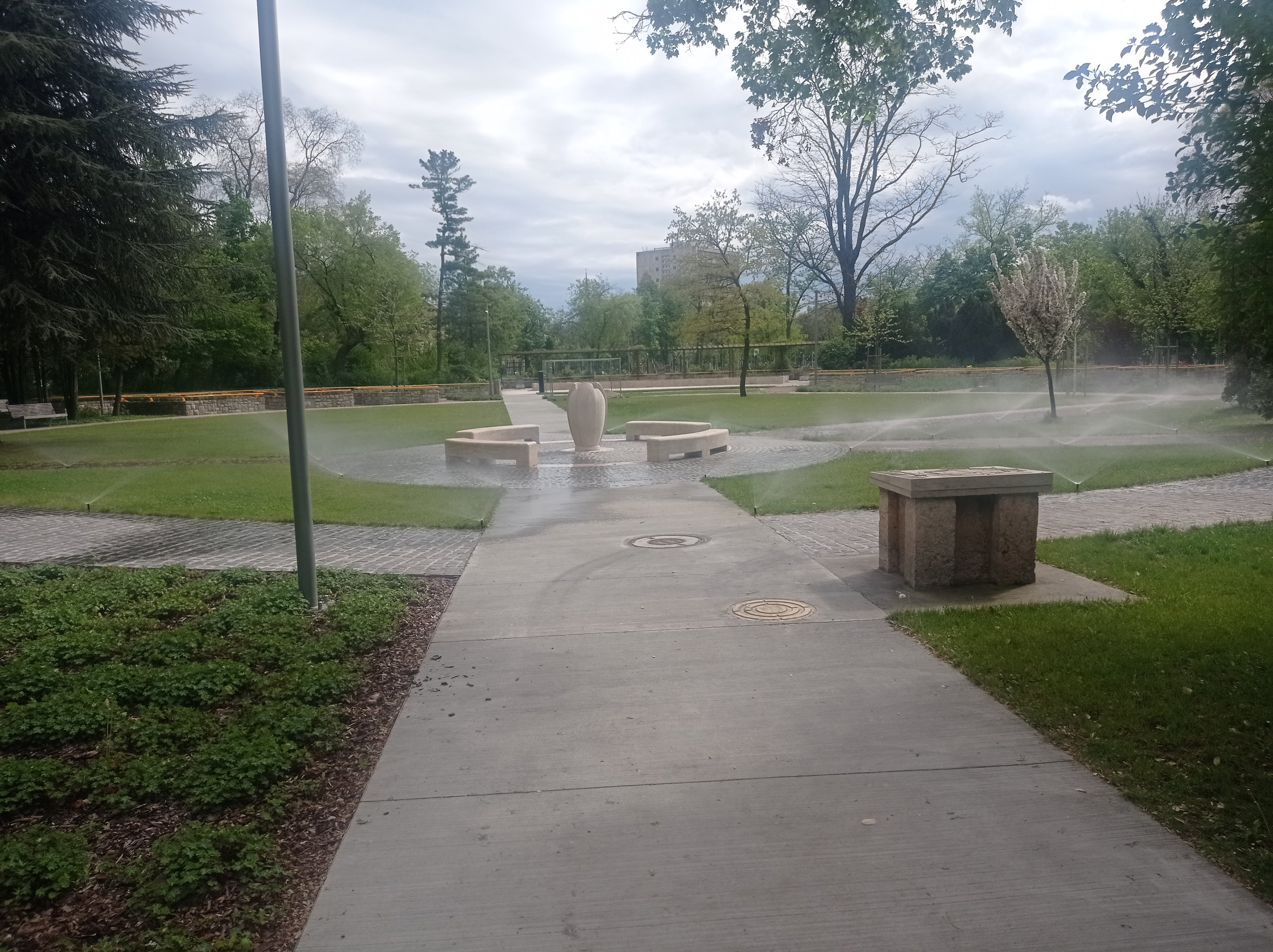
Vakok kertje a Városligetben

Az 1970-es évek óta létező vakok és látássérültek számára kialakított parkrész teljes körű felújításon esett át a Liget parkfelújításának első ütemében. A csaknem egy hektáros területen rehabilitálták a növényzetet, felújították az ott található kisebb épületet, a park utcabútorait, szökőkútját és játszóelemeit. A felújításra a környéken található, vakokat és gyengénlátókat tömörítő szervezetekkel egyeztetve került sor 2018-ban.

### Futókör
A Ligetben készül a 2 kilométer hosszúságú, színezett rekortán pálya, amely teljes hosszában kivilágított lesz. A pálya mellett elhelyezett digitális időkijelzők a kapcsolódó alkalmazásokkal segítenek nyomon követni az edzéshez kapcsolódó eredményeket. A futás körülményeit kényelmi eszközök (zárható szekrények, mosdók) teszik még komfortosabbá. A futópályát 2020 év végén birtokba vették a futók.

### Sportpályák
A park déli, délkeleti része az amatőr sportolók zarándokhelyévé válhat a jövőben: itt sorakoznak majd a minden korosztály számára elérhető labdás csapatsportpályák és a szabadtéri edzésre alkalmas, népszerű kondi gépek. Új, felhasználóbarát, biztonságos és modern eszközei lehetőséget kínálnak a mindennapos testedzésre.

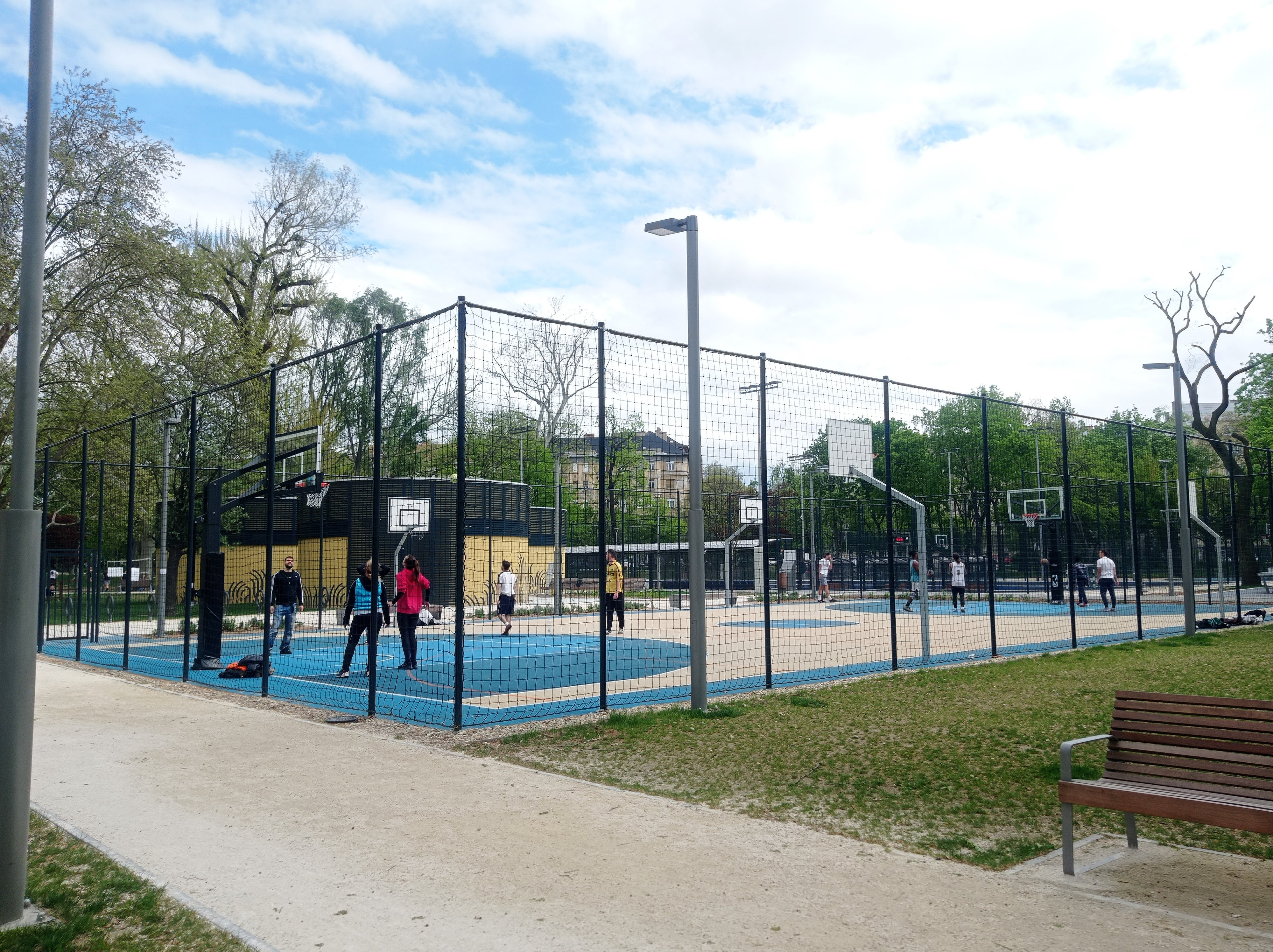
Sportpályák a ligetben

A labdajátékok szerelmesei számos pályának örülhetnek majd: ezekből a kiviteli tervek nyomán az eredetileg tervezettnél is több épülhet a Liget egész területén. Ideális körülmények, kényelmi eszközök, öltözők, zuhanyzók és ivó kutak segítenek abban, hogy a sportolás valódi élmény és kikapcsolódás legyen. 2020 végén nyitotta meg kapuit az említett tervek alapján elkészült Városligeti Sportcentrum. Az Ajtósi Dürer sor és a Dózsa György út sarkán, 36 000 négyzetméteren elhelyezkedő parkrészen labdajátékokra (kosárlabda, tollas- és röplabda, foci, kézilabda) alkalmas pályákat találni, ezen kívül lehetőség van  ping-pongozni, teqballozni, falat mászni, ügyességi pályát vagy kültéri fitnesz eszközöket használni, és nem utolsó sorban sakkozni vagy kerékpározni is.
Az ifjúsági sportpályák a budapesti Városliget keleti részén, az Ajtósi Dürer sor és a Stefánia út kereszteződése mentén, elsősorban a környező iskolák testnevelésórai használatára, sportolásra kialakított parkrészen találhatóak. A sportpályák a Liget Budapest Projekt keretében, a Garten Studio tervei alapján készültek, 2018. augusztus 29-én adták át őket. Tervezésüknél figyelembe vették a környező iskolák igényeit, a tervezési szakaszban, társadalmi egyeztetés során mérték fel az intézmények testnevelés órához kapcsolódó szükségleteit. Így a parkrészben egy kétszáz méteres, négysávos, rekortánnal borított futókört, két multifunkciós, kosárlabdázásra, kézilabdára és kispályás focizásra alkalmas pályát alakítottak ki. A területen található még egy távolugró pálya és kültéri fitnesz eszközök. A pályák ingyenesen használhatók, tanítási időben azonban elsőbbséget élveznek a környékbéli iskolák tanulói.

### Páva-sziget és játszóterek
A Városligetben az aktív időtöltésre alkalmas lehetőségek köre bővül a Páva-sziget visszaállításával: területén korosztályos játszóterek, rendezvénytér jön majd létre. A városliget meglévő játszóterei is mind megújulnak, és különleges, fantáziadús eszközökkel, akadálymentes megoldásokkal várják a családokat.

### Városligeti-tó
A Városligeti-tó megújítását követően a Széchenyi-szigetet, és a visszatérő Páva (Nádor)-szigetet körülölelő vízfelületként díszíti majd a Ligetet. Telente a Városligeti Műjégpálya leválasztásával továbbra is biztosított a felhőtlen korcsolyázás öröme Európa legnagyobb ilyen szabadtéri létesítményénél.
A tó így teljesebben betöltheti alapvető funkcióit, melyek a mikroklíma javításán túl a szemlélődés, a csónakázás, a vízimadarak etetése, illetve a tóparti napozás.
Ezeket gazdagítja majd a vízfelületre telepített látványos vízjáték, illetve a Vajdahunyadvár körbejárhatóságát biztosító, víz fölött vezetett sétány.

### Séta utak
Megújul a Liget szerteágazó sétaút hálózata is.
Újdonság, hogy a Kós Károly sétány az autóforgalom száműzésével már nem csak a nevében lesz sétány.
Nemcsak a kisgyermekes családok, hanem az idős emberek és a fogyatékossággal élők számára is kiemelten fontos hír, hogy a városligeti köztereket, közintézményeket a jövőben teljesen akadálymentesen tudják majd megközelíteni és használni. A Városliget Zrt. számos civil szervezettel egyeztetve, a teljes parkra vonatkozó akadálymentesítési koncepciót dolgozott ki, mely egyszerre terjed ki a Városliget megközelíthetőségére, a parkon belüli közlekedésre és az itt lévő épületek használatára is.

### Kerékpáros közlekedés
A megújult Városliget továbbra is a fővárosi biciklisek egyik kedvenc helye lesz. Öltözők és tárolók mellett szervizpontok is szolgálják majd a kerékpárosokat, illetve a park több pontján találnak majd BUBI állomásokat is az ide látogatók. Az önkiszolgáló szervizállomás létrehozásával a Liget Budapest célja a budapesti kerékpáros közlekedés támogatása és a Városliget kerékpáros használatának megkönnyítése. A szervizpont a kerékpárváz megemelésére alkalmas rögzített állványa megkönnyíti a kisebb szerelési munkák elvégzését, amelyekhez az alapvető szerszámok is rendelkezésre állnak: pumpa, gumileszedők, csavarhúzók, csavarkulcsok, imbuszkulcsok.

### Rondó
A Liget egykori kapuja, a Rondó is visszanyeri régi funkcióját. A tájépítészeti tervek szerint a parkrész jövőbeli szerepe azonos marad az eredetivel: a sétát, pihenést fogja szolgálni, megújulnak a köríves utak, melyeket zöld szigetek fognak körül, a most hiányos kettős fasora pedig újra teljes lesz. A megújult Rondó egyúttal nagyobb hangsúlyt is kap a Liget Dózsa György úti részén, hiszen ezt a területet körülfogja majd a Néprajzi Múzeum új épülete, ezáltal hangulatos közösségi térként „tér vissza” a Liget régi-új kapuja.

### Napozórét
A Napozórét és a szomszédos Nagyrét a város egyik kedvelt találkozási pontja lesz. A pompás rét, ahogyan eddig, úgy a jövőben is csábítja majd azokat, akik egy-egy pléddel, kiskosárral és könyvvel elheverednének a fűben, és élveznék a zöldet, a napfényt, a nagyváros közepén is fellelhető nyugalmat.
Több lesz a pad a Liget egész területén, ezekből a Napozórét környékére is bőven jut majd: minden korosztály számára kényelmesebb helyet kínálva.

### Rózsakert
A megújuló Liget legszínesebb, egyben legillatosabb helyszínének ígérkezik az Olof Palme ház előterében újonnan kialakításra kerülő Rózsakert, melyben 5000 rózsatő és örökzöldek között nyílik majd lehetőség kikapcsolódásra.
A tájépítészek az épületekhez tervezték a park növényzetének egyes elemeit: így a Rózsakert az Olof Palme Ház egyfajta előkertje lesz. Padok, színes növénykiültetések tarkítják majd a területet, hogy az ide érkezők nyugodt környezetre leljenek errefelé: virágokkal, szökőkúttal, beszélgetésre és elcsendesedésre is alkalmas helyekkel. A Rózsakert a maga 2500 négyzetméterével, és számtalan virágágyásával területileg egyértelműen elkülönül majd a Liget többi részétől, de ugyanakkor nyitott, mindenki által látogatható hely lesz. Más növények is otthonra lelnek itt: örökzöld cserjék és mille-fleur típusú ágyások egészítik majd ki a rózsákat. 2019-re készült el a rózsakert, melyben 1500 rózsatövet ültettek el, a XVII-XVIII. század óta ismert illetve modern rózsatípusokat is.

### Kós Károly sétány
A park és épületeinek harmonikus egysége igazán csak úgy őrizhető meg, ha azt nem töri meg a jelenlegi óriási autóforgalom, így a tervek szerint a Kós Károly sétány valóban gyalogos sétánnyá változik.

### Komáromi Csillagerőd
A Liget Budapest projekt egyetlen vidéki helyszíne. A Szépművészeti Múzeum gipszgyűjteményének többszáz jeles darabja hét évtized után végre méltó otthonra talál majd a komáromi Csillagerődben. A Csillagerőd két évig felújítása és bővítése 6 milliárd forintba került. Az épület elkészült, megkezdődött a műtárgyak beköltöztetése, az eredeti tervek szerint 2020 tavaszától nyitotta volna meg kapuit.

### Autózás és parkolás
A Városligeten ma napi 15.000 autó halad keresztül, és több mint 1.500 autó parkolt itt naponta. A Liget Budapest Projekt egyik legfontosabb célkitűzése, hogy a megújult Városligetben radikálisan csökkenjen az autóforgalom, és ezáltal a környezeti terhelés, valamint a gépjárművektől átvett terület egy részével növekedjen a zöld felület.

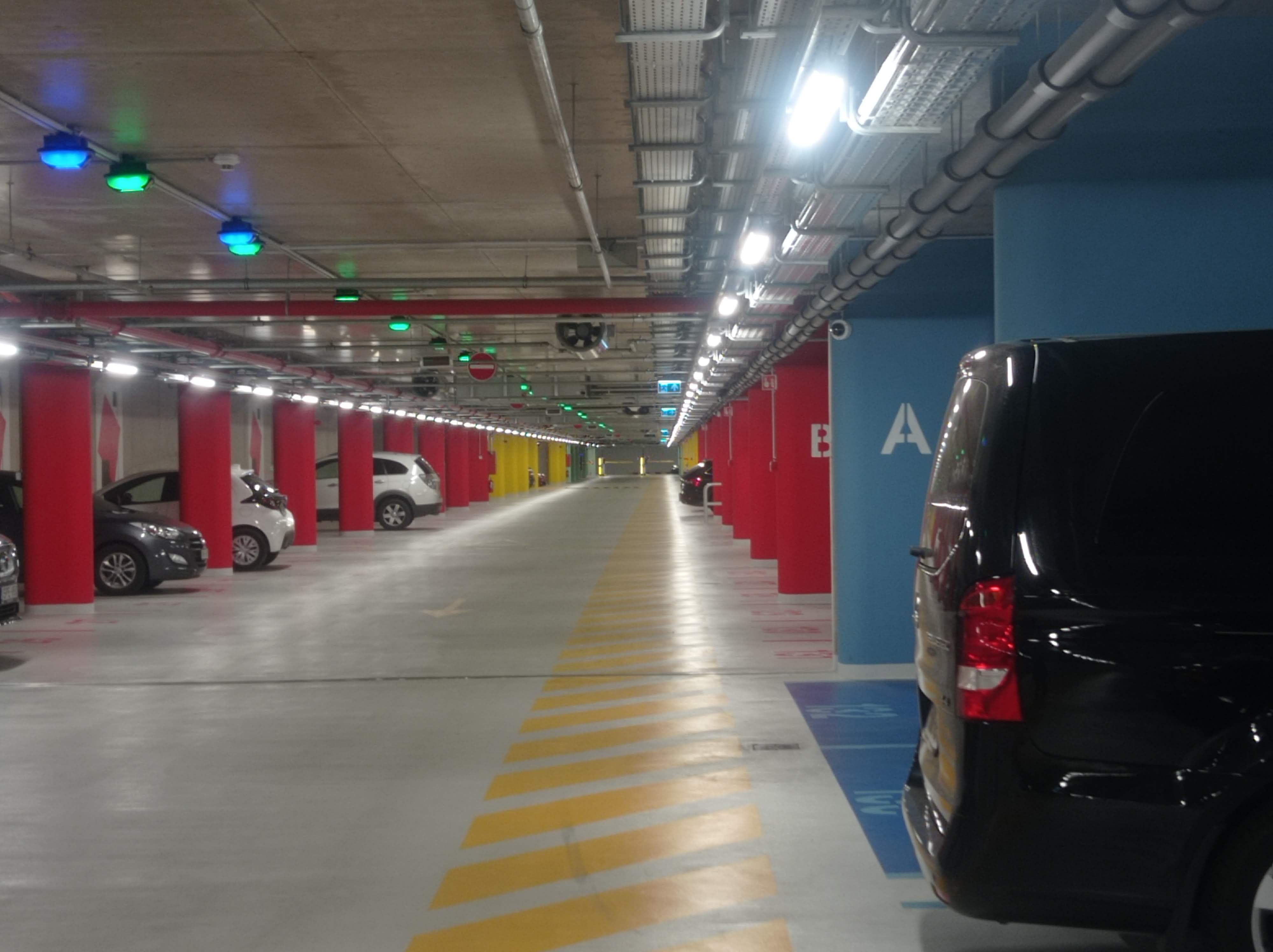
Múzeum mélygarázs

Ez azonban nem jelenti azt, hogy a továbbiakban nem lehet majd itt parkolni. A Városliget peremén az elkövetkezendő években három mélygarázst építenek: a Dózsa György úton 800, az Állatkerti körúton 700, a Hermina úton pedig 350 férőhelyes földalatti parkoló nyeli majd el a parkba nem illő autókat. Ennek a megoldásnak köszönhetően tisztul a levegő, nő a Városliget növényzetének várható élettartama, ugyanakkor csökken a zajterhelés, biztonságosabbá válik a gyalogos és kerékpáros közlekedés. 2020-ban megnyílt a Dózsa György út mellett létesített Múzeum mélygarázs, mely 9000 négyzetméteres alapterületével 800 autónak biztosít parkolási lehetőséget, kerékpártároló és elektromos töltőállomás is helyet kapott itt. A falakon a Nemzeti Galéria modern gyűjteményéből válogatott magyar mesterművek láthatóak.

## A beruházásban korábban tervezett, de abból kikerült intézmények

### Ludwig Múzeum – Kortárs Művészeti Múzeum
2012. július 6-án jelentették be, hogy a Múzeumi Negyed területére, az Új Nemzeti Galériával közös épületbe költözik, de intézményi önállóságát megőrzi a Ludwig Múzeum – Kortárs Művészeti Múzeum. Erre az indoklás szerint részben azért van szükség, hogy a két intézmény reprezentatív képet tudjon adni a modern és kortárs művészetekről, illetve azért, mert a magyar állam és a Ludwig Alapítvány 1989-es szerződése előírja a Magyar Nemzeti Galéria legújabb kori gyűjteményrészének egyesítését a Ludwig Múzeum nemzetközi kollekciójával. Az intézmények összeköltöztetését a Ludwig Alapítvány kezdeményezte. 2015 októberében azonban Baán László bejelentette, hogy a Ludwig Múzeum mégsem költözik a Városligetbe, hanem marad eredeti helyén.

### Magyar Építészeti Múzeum és Műemlékvédelmi Dokumentációs Központ
Az 1968-ban alapított, állandó kiállítóhellyel nem rendelkező Magyar Építészeti Múzeum az Országos Műemlékvédelmi Felügyelőség, majd a Kulturális Örökségvédelmi Hivatal intézményeként működött. 2012 elejétől forrásmegvonások miatt az intézmény legtöbb dolgozóját elbocsátották, országos közgyűjteményi státuszát elvesztette. 2012 februárjában Baán László kezdeményezésére egyeztetés-sorozat indult arról, hogy milyen programmal kaphatna helyet az intézmény a Múzeumi Negyedben, a múzeum, valamint több szakmai szervezet (a Magyar Művészeti Akadémia, a Magyar Építőművészek Szövetsége, a Magyar Építész Kamara, a Budapesti Műszaki Egyetem Építészmérnöki Kara, a Moholy-Nagy Művészeti Egyetem Építészeti Intézete) képviselőinek bevonásával. Az egyeztetések során kidolgozott munkaanyagot 2012 júliusában nyilvánosságra hozták. A Magyar Építészeti Múzeum és a Magyar Fotográfiai Múzeum tervezésének pályázatát a magyar KÖZTI Zrt. nyerte. A kormány 2015. október 20-i döntésének értelmében azonban a kettős épület nem készül el, a két intézmény kikerült a Liget Budapest projektből.

### Magyar Fotográfiai Múzeum (FotóMúzeum Budapest)
A Magyar Fotográfiai Alapítvány által fenntartott Magyar Fotográfiai Múzeum 1991-ben nyitotta meg kapuit Kecskeméten, és jelenleg több mint egymillió darabszámú kollekciót őriz. Az Alapítvány a kecskeméti kiállítóhely mellett működteti a budapesti Mai Manó Házat is. A Múzeumi Negyedben létrejövő új, 4-5 ezer négyzetméteres épületben az intézmény akár évi 300 ezer látogatót fogadhatna. A jelenlegi kecskeméti helyszín a város fenntartásában, továbbra is fotográfiai kiállítóhelyként működne. A beruházással párhuzamosan az intézmény nevet változtat, a pályázatban FotóMúzeum Budapest néven jelent meg. A 2015. október 20-i kormánydöntés értelmében a beruházás nem a Liget Budapest projekt része.